# Pavel Davydovich Kogan
Pavel Davydovich Kogan (tiếng Nga: Па́вел Давы́дович Ко́ган, 4 tháng 7 năm 1918 – 23 tháng 9 năm 1942) – nhà thơ Xô Viết theo trường phái lãng mạn.

## Tiểu sử
Pavel Kogan sinh ở Kiev (nay là thủ đô Ukraina), tuổi thơ sống ở Moskva. Năm 1936 vào học trường Đại học Văn, Sử, Triết học Moskva, năm 1939 học ở trường viết văn Maxim Gorky. Tham gia nhóm các nhà thơ trẻ cùng với Aleksandr Yakovlevich Yashin, Ilya Lvovich Selvinsky và một số nhà thơ khác. Những bài thơ viết ở thời kỳ này thể hiện quan điểm địa chính trị của nhà thơ. Theo Pavel Kogan, lãnh thổ Liên Xô sẽ mở rộng từ Nhật Bản đến Anh và từ Bắc cực đến sông Hằng.
Năm 1941, khi Chiến tranh Vệ quốc nổ ra, Pavel Kogan tình nguyện gia nhập Hồng quân. Ngày 23 tháng 9 năm 1942 bị giết chết trong một trận đánh ở ngoại ô Novorossiysk. Thơ của ông chỉ được in ra trong nửa cuối thập niên 1950. Sau đó được tập hợp thành tập Гроза (1960). Trong hợp tuyển gồm nhiều tác giả: Сквозь время (1964) có truyện thơ Первая треть đang viết dở của Pavel Kogan.

## Một số bài thơ
| Người ta không để ý Người ta không để ý khi tuổi thơ kết thúc Họ chỉ buồn khi tuổi trẻ không còn Họ rầu rĩ khi tuổi già đến gần Và khiếp sợ khi đợi chờ cái chết. Khi tuổi thơ không còn, tôi hoảng hốt Và tôi u sầu khi tuổi trẻ không còn Thì chẳng lẽ tôi đón tuổi già bằng một nỗi buồn Và chẳng lẽ tôi sẽ không nhận ra cái chết? Giống như Paris Giống như Paris từ thời thượng cổ Tôi đi theo nàng Helen của mình… Mùa thu rảo bước trên những vườn hoa thành phố trên những hy vọng của tôi trên cát… Vũ trụ bao la bốn biên độ bốn khoảng bao la Cách tôi bốn bước Một nỗi buồn đang theo sát. Tôi đứng giữa vũ đài rộng lớn bồi hồi vò, như chiếc khăn tay một nỗi kinh hoàng đã đến… Buổi chiều. Lạnh. Tôi đi theo nàng Helen của mình. Như Paris từ thời thượng cổ tôi đi theo nỗi bất hạnh của mình. Em thấy đấy Có thể, anh đã thô bạo với em Có thể, đấy là lòng nhiệt tình con trẻ Anh đã hiểu rằng – sẽ không được quên Thế mà rồi lại quên, em thấy đấy. Nhưng một chút lời coi khinh còn lại Nhưng vẻ độc ác của cái cắn môi Anh nhắc đi nhắc lại – "quên ngay!" Thế mà không thể quên. Em thấy đấy. Bản dịch của Nguyễn Viết Thắng | Люди не замечают, когда кончается детство Люди не замечают, когда кончается детство, Им грустно, когда кончается юность, Тоскливо, когда наступает старость, И жутко, когда ожидают смерть. Мне было жутко, когда кончилось детство, Мне тоскливо, что кончается юность, Неужели я грустью встречу старость И не замечу смерть? Как Парис в старину Как Парис в старину, ухожу за своею Еленой... Осень бродит по скверам, по надеждам моим, по пескам... На четыре простора, на четыре размаха вселенная! За четыре шага от меня неотступная бродит тоска. Так стою, невысокий, посредине огромной арены, как платок, от волненья смяв подступившую жуть... Вечер. Холодно. Ухожу за своею Еленой. Как Парис в старину, за своею бедой ухожу... Быть может, мы с тобой грубы Быть может, мы с тобой грубы. Быть может, это детский пыл... Я понимал — нельзя забыть, И, видишь, все-таки забыл. Но слов презрительных чуть-чуть, Но зло закушенной губы, Как ни твердил себе — «забудь!», Как видишь, я не смог забыть. |